# Tutak (district)
Tutak is een Turks district in de provincie Ağrı en telt 33.220 inwoners (2007). Het district heeft een oppervlakte van 1544,0 km². Hoofdplaats is Tutak.
De bevolkingsontwikkeling van het district is weergegeven in onderstaande tabel.
| 1997   | 2000   | 2007   |
| ------ | ------ | ------ |
| 31.837 | 34.596 | 33.220 |